# Paralysie faciale idiopathique
 Mise en garde médicale
La paralysie faciale idiopathique, anciennement appelée paralysie faciale a frigore, ou paralysie de Bell dans l’Anglosphère, est la plus fréquente des paralysies faciales périphériques. Elle est caractérisée par une paralysie de l'ensemble des muscles du visage, typiquement unilatérale, isolée et de survenue brutale.

Elle doit son nom à l'anatomiste écossais Charles Bell qui est le premier à l'avoir décrite.

Elle est de pronostic bénin, non-contagieux et son diagnostic est un diagnostic d'élimination. C'est une affection fréquente, dont la cause est discutée mais probablement d'origine virale. Elle est secondaire à une inflammation du nerf facial, notamment au niveau du foramen stylo-mastoïdien.
Son traitement consiste en une corticothérapie générale per os précoce, intense et de courte durée.

L'évolution est variable mais se fait le plus souvent vers la guérison complète sans séquelle. En l'absence de récupération le diagnostic doit être révisé et des examens complémentaires proposés.

## Synonymes
Cette maladie est connue sous différents noms :
- Maladie de Bell ;
- Paralysie de Bell ;
- Paralysie faciale a frigore ;
- Paralysie faciale herpétique ;
- Paralysie faciale de Bell ;
- Paralysie faciale idiopathique.

## Mécanisme
Le mécanisme précis de ce type de paralysie est inconnu. Une hypothèse virale repose sur une fréquence plus grande d'infections à un virus (Herpes simplex), ce dernier étant parfois retrouvé dans le nerf lui-même.
Un phénomène inflammatoire est notable, expliquant le rôle positif (positif ou bénéfique?)  des corticoïdes.

## Symptômes
La paralysie faciale, de type périphérique est le plus souvent unilatérale. Les paralysies faciales périphériques concernent l'hémiface homolatérale (c'est-à-dire du même côte) à la lésion.
Les fonctions de locution, de mastication, d'expression faciale sont touchées.
Les rides du front et du coin des yeux s'estompent du côté paralysé.
La lèvre du côté paralysé a tendance à s'affaisser, de même que le sillon naso-génien.
À la fermeture des yeux il est possible de constater un signe de Charles Bell (les orbites remontent et on ne voit plus que le blanc des yeux), et le signe des cils de Souques (les cils paraissent plus longs du côté atteint car l'oeil se ferme moins bien par atteinte du muscle orbiculaire).
Prolongée, elle peut avoir des conséquences psychologiques notables.

## Diagnostic
Dans la paralysie faciale centrale (PFC), l'atteinte est limitée à la partie inférieure du visage. Le patient arrive à fermer les yeux. Éventuellement il peut y avoir persistance de la visualisation des cils à la fermeture des yeux (« signe des cils de Souques »). Ce phénomène peut être retrouvé dans les paralysies faciales périphériques incomplètes.
Dans la paralysie faciale périphérique (PFP) toute l'hémiface est touchée, la partie supérieure et la partie inférieure du visage sont atteintes.  
Le patient ne parvient pas à fermer l’œil du côté paralysé. Chez un sujet sain la fermeture de l'œil est accompagnée d'une rotation du globe oculaire ; dans le cas de la paralysie faciale périphérique la fermeture des paupières est incomplète du côté atteint et la rotation de l'œil est visible, c'est le signe de Charles Bell. Dans la PFP on constate également un effacement des rides du front.
Dans les deux types de paralysie la bouche est déviée au côté sain et le patient éprouve des difficultés à montrer ses dents.

## Causes
Il existe plusieurs causes des paralysies faciales périphériques (PFP).
Les virus tels que l'herpès HSV, la varicelle (zona ou VZV), le sida, le virus d'Epstein-Barr (aussi appelé EBV), les oreillons, les virus Influenza et le virus coxsackie A.
Les bactéries sont aussi responsables, telles que la maladie de Lyme, la syphilis, la méningite ou la tuberculose. De plus, certaines otites externes dites malignes, l’otite moyenne aiguë, les otites moyennes ou chroniques comme le cholestéatome.
La maladie de Lyme ou borréliose est aussi une cause possible des PFP. Cette maladie peut débuter par un érythème migrant à la suite d'une piqûre de tiques, mais certains malades n'ont pas eu cette réaction dermatologique. Quelques semaines, mois ou années plus tard, peuvent survenir la PFP et/ou d’autres atteintes des nerfs. La troisième phase quelques mois ou années après, est constituée de troubles neurologiques, rhumatologiques et/ou cardiaques. Elle doit être systématiquement recherchée.

## Traitement
Une corticothérapie durant une période d'environ 10 jours est recommandée le plus précocement possible. 
Un traitement par la prednisolone (1 mg/kg/j 5 jours puis 10 mg/j) pendant 10 jours augmente les chances de guérison complète, chez les patients atteints d'une paralysie de Bell de gravité modérée. L'adjonction d'un antiviral (en concordance avec l'hypothèse virale de la maladie) donne des résultats controversés : l'effet semble être nul pour l'aciclovir et réduit pour le valaciclovir. Il est possible que cette efficacité contrastée des antiviraux soit due à un retard du diagnostic. En effet, ces derniers n'éliminent pas le virus mais permettent d'en diminuer notablement sa réplication, ce qui pourrait expliquer ses échecs s'il est administré trop tardivement. Il est aussi parfois prescrit, en complément, du Chlorhydrate de thiamine (vitamine B1) pour préserver au mieux le nerf touché pendant le traitement.
La récupération a lieu selon deux modalités.
Soit elle débute dès le 10e jour de la maladie et évolue vers la récupération complète en 5 à 8 semaines (avec traitement). C’est ce qui est noté  dans 80 % des cas. On note parfois une récupération à 90 % pendant cette période, puis les 10 % restants se font sur un an (sans traitement). Tant que le patient ressent des micro-contractions réflexes facio-musculaires (myoclonies), cela indique un rétablissement progressif du lien nerveux touché.
Soit chez certains, pour des raisons méconnues, la récupération principale est très lente et prend plus de deux mois. Elle peut être incomplète avec des séquelles. Une maladie sous-jacente, un âge avancé ou un mauvais état psychologique (dépressions, fatigues, etc) sont des facteurs prédisposant à une récupération incomplète.
Une chirurgie est envisagée dans de rares cas. Par exemple, si le nerf a été physiquement détruit (en général par écrasement, provenant d'un choc ou d'une pression).
Une rééducation en kinésithérapie ou orthophonie est conseillée pour les paralysies sévères ou avec séquelles : la récupération est souvent satisfaisante mais on constate la persistance de séquelles plus ou moins gênantes : hypertonies, spasmes, syncinésies. L'électro-stimulation ne doit pas être pratiquée lors de la prise en charge sous peine d'aggravation des phénomènes spastiques.
En cas de maladie de Lyme, de nombreuses thérapies sont disponibles en fonction des différents stades de la maladie.